# 賴興山脈

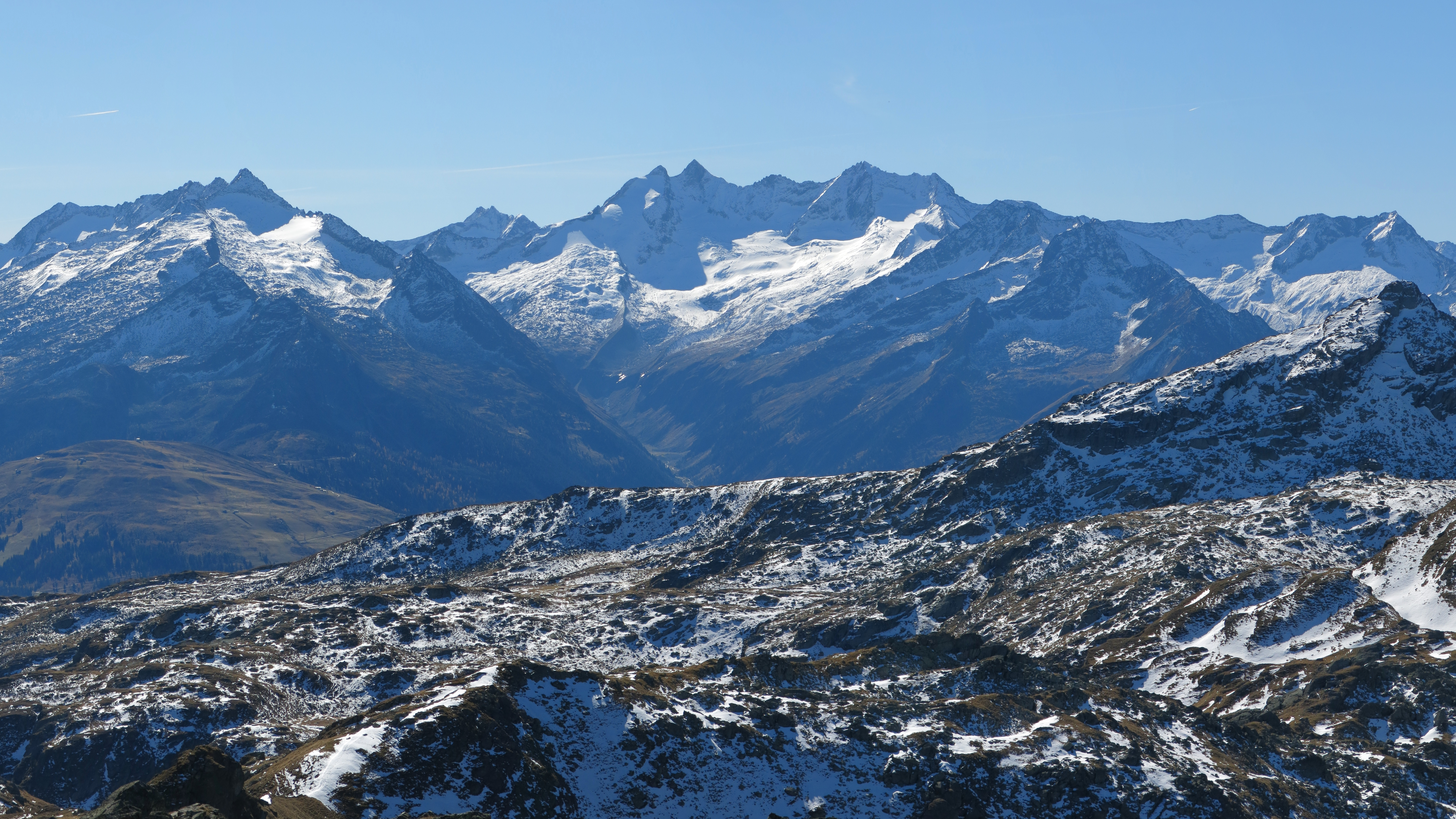

47°08′21″N 12°06′38″E / 47.139165°N 12.110555°E
賴興山脈（德語：Reichenspitzgruppe），是奧地利的山峰，位於該國西部，處於蒂羅爾州和薩爾茨堡州接壤的邊界，屬於齊勒塔爾阿爾卑斯山脈的一部分，最高點是海拔高度3,303米的賴興峰。